# 야간 전투

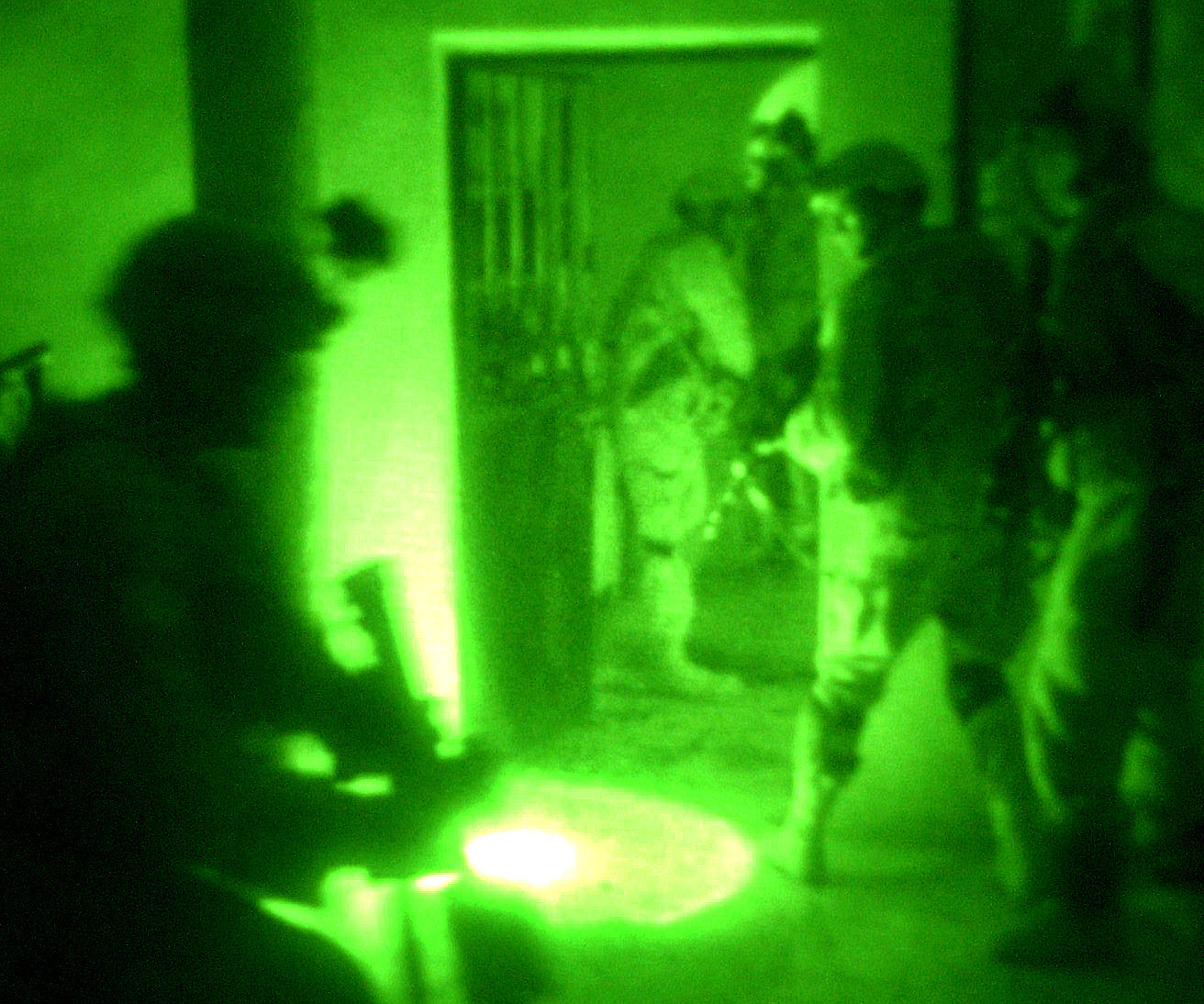

야간 전투(Night combat) 또는 야전은 어두운 시간 동안 발생하는 전투이다. 낮은 가시성과 일주기 주기와의 역관계로 인해 주간 전투와 구별된다. 일반적으로 야간 전투는 공격자에게 유리하며, 공격 전술은 이점을 최대한 활용하는 데 중점을 둔다. 야간 방어 전술은 주로 야간이 공격자에게 제공하는 이점을 무효화하는 데 중점을 둔다.

## 밤의 영향
어둠의 가장 명백한 영향은 가시성 감소이다. 이는 아군의 움직임을 관찰하고 지형을 이해하는 군인의 능력에 영향을 미치며 특히 적의 움직임과 위치에 대한 인식에 영향을 미친다. 장교들은 어둠이 통제력 유지, 이동 실행, 사격, 방향 유지, 정찰, 보안 및 상호 지원 능력을 포함하여 지휘의 여러 측면을 방해한다는 사실을 발견했다. 일본 전쟁의 역사에 관한 미 육군 보고서는 이러한 혼란의 예를 다음과 같이 설명했다.
1180년경 후지강 건너편에서 겐지군과 대결한 헤이케군(시즈오카 현)이 물새 소리를 착각하여 어느 날 밤 급히 퇴각한 예가 일본 역사에 기록되어 있다.
실제로, 가시성 감소의 부작용은 군인들이 들을 수 있는 것에 더 집중하기 때문에 가청도가 높아진다는 것이다. 밤에 총의 섬광이나 적의 탐조등 때문에 군인들이 방향을 잃는 경우가 많다. 지각의 어려움은 미지의 사물에 대한 두려움을 불러일으킨다. 총격을 받고 있는 군인들은 불이 어디서 발생하는지 알 수 없고 적절한 대응책도 마련하지 못한다. 이러한 불확실성은 외로움과 무력감과 관련되어 적의 힘을 과대평가하거나 전투 상황을 지나치게 비관하는 경향을 낳는다.
게다가 인공 조명의 도움이 없으면 완전한 어둠 속에서 군인의 사격술이 부정적인 영향을 받는다. 진 L. 다이어, 수어드 스미스, 낸시 R. 맥클루어의 보고서에 따르면,
보조 야간 투시 장치가 도입되기 전에는 야간에 소총을 효과적으로 발사하는 것이 매우 가까운 거리, 일반적으로 50미터 이내로 제한되었다. 표적을 명중시키는 능력은 시야에 있는 표적을 획득하는 군인의 능력에 달려 있으며, 이는 자연 및 인공 조명의 양에 크게 좌우된다.

## 같이 보기
- 야간 시력
- 야간 투시경